# Jamaica nos Jogos Pan-Americanos de 2007
A Jamaica competiu nos Jogos Pan-Americanos de 2007 no Rio de Janeiro, no Brasil. O país caribenho levou aos Jogos um total de 175 pessoas entre atletas e comissões de apoio (dirigentes, médicos, técnicos), onde competiram em 10 esportes.

## Medalhas

### Ouro
Atletismo - Decatlo masculino
- Maurice Smith

Atletismo - 4x100 metros feminino
- Sheri-Ann Brooks, Tracy-Ann Rowe, Aleen Bailey e Peta Gaye Dowdie

Atletismo - 100 metros com barreiras feminino
- Deloreen Ennis-London

### Prata
Atletismo - 200 metros masculino
- Marvin Anderson

Atletismo - Lançamento de peso masculino
- Dorian Scott

Atletismo - 200 metros feminino
- Sheri-Ann Brooks

Atletismo - 400 metros com barreiras feminino
- Nickiesha Wilson

Futebol masculino
- Equipe

### Bronze
Boxe - Peso meio-médio (até 69 kg)
- Ricardo Smith

## Desempenho

### Basquetebol
Feminino
- Fase de grupos
  - Derrota para o BRA Brasil, 69-81
  - Derrota para o CAN Canadá, 46-58
  - Vitória sobre o MEX México, 69-46
- Classificação 5º-8º lugar
  - Derrota para a ARG Argentina, 61-73
- Disputa pelo 7º lugar
  - Derrota para o MEX México, 56-63 → 8º lugar

### Futebol
Feminino
- Fase de grupos
  - Vitória sobre o ECU Equador, 1-0
  - Derrota para o BRA Brasil, 0-5
  - Empate com o URU Uruguai, 1-1
  - Derrota para o CAN Canadá, 1-11 → não avançou as semifinais

Masculino
- Fase de grupos
  - Vitória sobre a COL Colômbia, 1-0
  - Vitória sobre a ARG Argentina, 2-0
  - Vitória sobre o HAI Haiti, 4-0
- Semifinal
  - Vitória sobre o MEX México, 5-4 nos pênaltis (0-0 no tempo normal)
- Final
  - Derrota para o ECU Equador, 1-2 →  Prata